# Copa de la Reina de hockey sobre patines 2014
La 9.ª edición de la Copa de la Reina se celebró en Lloret de Mar del 15 al 16 de febrero de 2014.
El campeón del torneo fue el CP Voltregà, que derrotó al CP Vilanova en semifinales y al CP Manlleu en la final. El conjunto catalán consiguió de esta forma su 5ª Copa de la Reina.

## Equipos participantes
Los cuatro primeros clasificados después de la primera vuelta de la OK Liga se clasificaron para el torneo. 
| Pos | Equipo                | J  | G  | E | P | G.F. | G.C. | Pts |
| --- | --------------------- | -- | -- | - | - | ---- | ---- | --- |
| 1   | CP Manlleu            | 13 | 12 | 0 | 1 | 96   | 22   | 36  |
| 2   | CP Voltregà           | 13 | 12 | 0 | 1 | 72   | 12   | 36  |
| 3   | HC Palau de Plegamans | 13 | 10 | 0 | 3 | 36   | 20   | 30  |
| 4   | CP Vilanova           | 13 | 9  | 1 | 3 | 31   | 18   | 28  |

## Resultados
|  | Semifinales           | Semifinales   |   |  | Final         | Final         |  |
|  | 15 de febrero         | 15 de febrero |   |  | 16 de febrero | 16 de febrero |  |
|  |                       |               |   |  |               |               |  |
|  |                       |               |   |  |               |               |  |
|  | CP Manlleu            | 5             |   |  |               |               |  |
|  | HC Palau de Plegamans | 3             |   |  |               |               |  |
|  |                       |               |   |  |               |               |  |
|  |                       |               |   |  |               |               |  |
|  |                       |               |   |  | CP Manlleu    | 1             |  |
|  |                       | CP Voltregà   | 3 |  |               |               |  |
|  |                       |               |   |  |               |               |  |
|  |                       |               |   |  |               |               |  |
|  |                       |               |   |  | Tercer lugar  |               |  |
|  |                       |               |   |  |               |               |  |
|  | CP Voltregà           | 9             |   |  |               |               |  |
|  | CP Vilanova           | 3             |   |  |               |               |  |